# Agha Mehdiyev
Agha Jafar oglu Mehdiyev (en azerí: Ağa Cəfər oğlu Mehdiyev; Raión de Ismailli, 21 de marzo de 1920 – Bakú, 15 de mayo de 2003) fue un pintor de Azerbaiyán, Artista del pueblo de la República de Azerbaiyán desde 2002.

## Biografía
Agha Mehdiyev nació el 21 de marzo de 1920 en Ismailli. En 1938 se graduó de la Escuela Estatal de Arte de Azerbaiyán en nombre de Azim Azimzade. Después de graduarse de la escuela participó en muchas exposiciones de Azerbaiyán y de la Unión Soviética. Trabajó ampliamente en los géneros del paisaje y retrato.
Desde 1994 fue miembro de la Unión de Artistas de Azerbaiyán. En 1961, 1970, 1981 y 1988 se organizaron sus exhibiciones personales en Bakú. Sus obras fueron exhibidas en Alemania, Hungría, Rumania, Bulgaria, Italia, Suecia, Austria, Canadá Francia, Japón, Polonia, España, Turquía, Rusia, Estados Unidos, Egipto, Irak y en otras países.
Agha Mehdiyev murió el 15 de mayo de 2003 en Bakú.

## Premios y títulos
- Artista de Honor de la RSS de Azerbaiyán (1988)
- Artista del pueblo de la República de Azerbaiyán (2002)[3]